# 비투비 포유
비투비 포유(BTOB 4U)는 큐브 엔터테인먼트 소속의 대한민국 6인조 비투비의 유닛 그룹인 4인조 보이 그룹이다.

## 비투비 4U
10월 27일, 군복무를 마친 맏형 은광, 민혁, 창섭과 프니엘이 비투비 4U라는 유닛명을 발표했다.
10월 11일, 4명이 모인 브이앱에서 유닛명을 추천받는다며 멜로디들의 참여를 부탁했고 당시 댓글에는 텔레투비, 비투코인 등등 재치있는 유닛명이 많이 나왔다. 이러한 추천을 거쳐서 뽑힌 것이 바로 비투비 포유이다. (비투비 포유는 민혁이 친형의 아이디어다.)
유닛명만 들었을 때는 매우 그럴 듯 해보이지만 숨겨진 의미도 매우 그럴 듯 하다. 4명이 뭉쳤다는 의미의 4U 와 영어로 '너를 위한' 을 나타내는 for you 의 의미를 모두 담은 중의적인 표현이라고 한다.
비투비 블루(보컬라인) --> 비투비 스쿼드 --> 비투비 포유

## 이전 구성원
| 이름   | 소개 |
| ------ | --- |
| 서은광 | - 이름 : 서은광 (徐恩光) - 생년월일 : 1990년 11월 22일(34세) - 출생지 : 대한민국 경기도 용인시 처인구 유방동 - 학력 : 동신대학교 실용음악학과            |
| 이민혁 | - 이름 : 이민혁 (李旼赫) - 생년월일 : 1990년 11월 29일(34세) - 출생지 : 대한민국 서울특별시 노원구 중계동 - 학력 : 한국열린사이버대학교 통합예술치료학과 |
| 이창섭 | - 이름 : 이창섭 (李昌燮) - 생년월일 : 1991년 2월 26일(34세) - 출생지 : 대한민국 경기도 수원시 팔달구 화서동 - 학력 : 호원대학교 실용음악학과             |
| 프니엘 | - 본명 : 프니엘 신 (Peniel Shin) - 생년월일 : 1993년 3월 10일(32세) - 출생지 : 미국 일리노이주 시카고 - 학력 : 한양대학교 국제학부                       |

## 음반 목록

### 미니 음반
- 2020년 11월 16일 <INSIDE>
- 2021년 8월 30일 <4U : OUTSIDE>

## 음반 외 목록

### 예능 프로그램
- 2020년 11월 25일 MBC every1 <주간 아이돌>

## 수상 목록

### 가요 프로그램 1위
| 연도           | 수상 내역 (총 1회)                                                         |
| -------------- | -------------------------------------------------------------------------- |
| 2020년(총 1회) | - Show Your Love (총 1회) - 11월 24일 SBS MTV 《더 쇼 시즌5》 더 쇼 초이스 |